# Trip Lee
Trip Lee, pseudonimo di William Lee Barefield III (Dallas, 17 dicembre 1987), è un rapper statunitense.

## Biografia
Trip Lee ha fatto il suo esordio discografico con l'album in studio If They Only Knew, pubblicato nel maggio 2006. Circa due anni più tardi viene reso disponibile per il consumo il secondo disco 20/20, primo ingresso dell'artista nella Billboard 200.
Between Two Worlds, presentato nel giugno 2010, ha debuttato al 58º posto della graduatoria LP statunitense. Sia The Good Life (2012) che Rise (2014) hanno raggiunto la top twenty della medesima classifica.

## Discografia

### Album in studio
- 2006 – If They Only Knew
- 2008 – 20/20
- 2010 – Between Two Worlds
- 2012 – The Good Life
- 2014 – Rise
- 2022 – The End
- 2023 – The Epilogue

### Singoli
- 2011 – Brag on My Lord
- 2012 – One Sixteen
- 2014 – Shweet
- 2014 – Sweet Victory (feat. Dimitri McDowell & Leah Smith)
- 2015 – Manolo
- 2016 – Too Cold
- 2016 – Billion Years (feat. Taylor Hill)
- 2017 – I Can Wait
- 2017 – Forever
- 2018 – Noel (con Dave James e 116)
- 2018 – Joy (con Lecrae e Abe Parker)
- 2019 – No Days Off
- 2021 – You Got It
- 2021 – Supernatural
- 2022 – Stone
- 2022 – Respect My Team (con Tedashii e Lecrae)
- 2023 – At the Cross (feat. Madison Ryann Ward)
- 2023 – Lay Down
- 2023 – Glory
- 2023 – Texas Pete (con Tedashii feat. Lecrae)
- 2023 – Confetti
- 2023 – Standby (feat. Hulvey)